# Catalogo Barnard

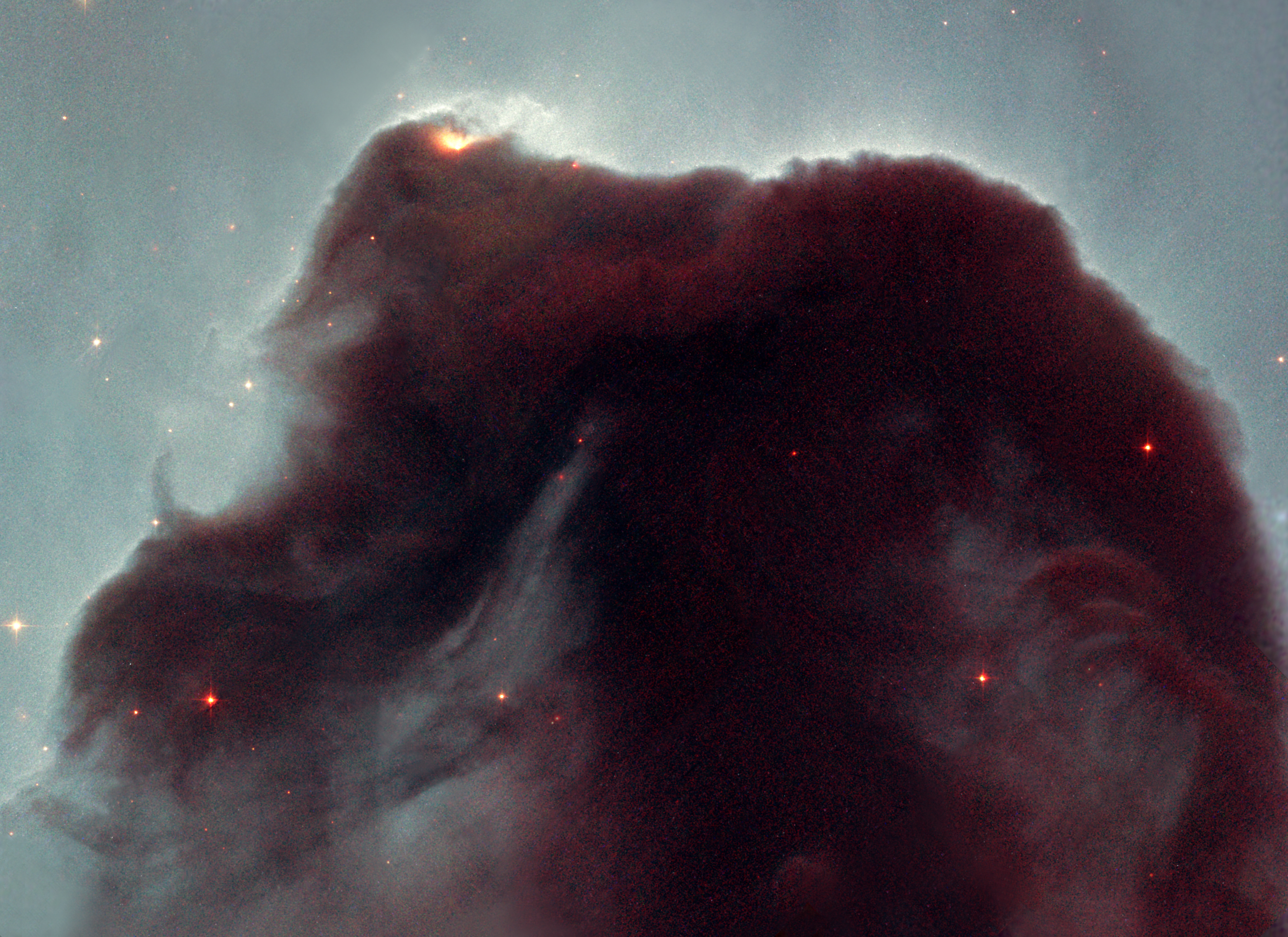
La Nebulosa Testa di Cavallo, la nebulosa più celebre appartenente al Catalogo Barnard.

In astronomia, il Catalogo Barnard è un catalogo astronomico di nebulose oscure, disposte su ambo gli emisferi celesti, ma soprattutto in quello boreale. Fu compilato nel 1919 dall'astronomo Edward Emerson Barnard.
Contiene 370 nebulose oscure catalogate fino alla declinazione -35°, ed è stato il primo catalogo di questo genere di oggetti celesti; nelle carte celesti vengono indicati con la lettera B seguita dal numero con cui l'oggetto è stato catalogato. Fra gli oggetti più famosi di questo catalogo vi sono la Nebulosa Testa di Cavallo, nella costellazione di Orione, e la Nebulosa Pipa, nell'Ofiuco.

## Oggetti
Alcuni oggetti conosciuti con la sigla Barnard sono:
- B 33, la Nebulosa Testa di Cavallo;
- B 59, 65-67 e 78, che formano il complesso noto come "Nebulosa Pipa";
- B 142 e B 143, note col nome di "Nebulosa E".